# Hossein Keyhani
Hossein Keyhani (persisch حسین کیهانی; * 26. April 1990) ist ein iranischer Mittelstrecken- und Hindernisläufer.

## Sportliche Laufbahn
Erste Erfahrungen bei internationalen Meisterschaften sammelte Hossein Keyhani bei den Hallenasienmeisterschaften 2010 in Teheran, bei denen er Platz sechs über 3000 Meter belegte. 2011 wurde er bei den Asienmeisterschaften in Kōbe Siebter im 3000-Meter-Hindernislauf. 2014 belegte Keyhani den vierten Platz über 1500 Meter bei den Hallenasienmeisterschaften in Hangzhou, wie auch mit der iranischen 4-mal-400-Meter-Staffel. 2015 wurde er bei den Asienmeisterschaften in Wuhan Vierter im Hindernislauf. Bei den Hallenasienmeisterschaften 2016 in Doha wurde er über 1500 und 3000 Meter jeweils Siebter. 2017 gewann er bei den Asienmeisterschaften in Bhubaneswar in 8:43,82 min die Goldmedaille im Hindernislauf und erhielt damit ein Freilos für die Weltmeisterschaften in London, bei denen er mit einem neuen Landesrekord von 8:33,76 min in der Vorrunde ausschied. Anfang September gewann er bei den Asian Indoor & Martial Arts Games in Aşgabat in 8:07,09 min die Bronzemedaille über 3000 Meter hinter dem Inder Govindan Lakshmanan und Tariq Ahmed al-Amri aus Saudi-Arabien.
2018 nahm er an den Hallenasienmeisterschaften in Teheran teil und gewann dort in 8:37,68 min die Goldmedaille über 3000 Meter. Ende August nahm er erstmals an den Asienspielen in Jakarta teil und siegte dort mit neuem Spiele- und Landesrekord von 8:22,79 min im Hindernislauf und wurde über 5000 Meter mit neuer Bestleistung Vierter. Im Jahr darauf belegte er bei den Asienmeisterschaften in Doha in 8:36,44 min den vierten Platz im Hindernislauf und wurde mit neuer Bestleistung von 13:56,86 min Achter im 5000-Meter-Lauf. Nach einem auf Epo positiven Dopingtest, der am 21. April 2019 im Rahmen der Asienmeisterschaften vorgenommen wurde, wurde er am 21. Juni 2019 nach vorläufiger Suspendierung von der Integritätskommission des Weltverbandes (AIU) für vier Jahre ab dem 21. Mai 2019 gesperrt. Außerdem wurden seine beiden Wettkampfergebnisse bei den Asienmeisterschaften – ein vierter Platz im 3000-Meter-Hindernislauf und ein achter Platz über die 5000-Meter-Distanz – annulliert. Nach Ablauf seiner Sperre startete er 2023 erneut bei den Asienspielen in Hangzhou und belegte dort in 8:45,98 min den siebten Platz.
In den Jahren 2012 und 2018 wurde er iranischer Meister im 3000-Meter-Hindernislauf. Zudem wurde er 2014 Hallenmeister über 1500 Meter.

## Persönliche Bestzeiten
- 800 Meter: 1:52,05 min, 25. Juni 2017 in Almaty
- 1500 Meter: 3:45,33 min, 21. Juli 2018 in Minsk
  - 1500 Meter (Halle): 3:49,53 min, 20. Februar 2016 in Doha
- 3000 Meter: 8:19,33 min, 8. Mai 2013 in Chon Buri
  - 3000 Meter (Halle): 8:07,09 min, 19. September 2017 in Aşgabat
- 5000 Meter: 13:56,80 min, 24. April 2019 in Doha
- 10.000 Meter: 31:09,25 min, 23. März 2018 in Baghdad
- 3000 m Hindernis: 8:22,79 min, 27. August 2018 in Jakarta (iranischer Rekord)